# Liste der Kulturgüter in Münchenbuchsee
Die Liste der Kulturgüter in Münchenbuchsee enthält alle Objekte in der Gemeinde Münchenbuchsee im Kanton Bern, die gemäss der Haager Konvention zum Schutz von Kulturgut bei bewaffneten Konflikten, dem Bundesgesetz vom 20. Juni 2014 über den Schutz der Kulturgüter bei bewaffneten Konflikten sowie der Verordnung vom 29. Oktober 2014 über den Schutz der Kulturgüter bei bewaffneten Konflikten unter Schutz stehen.
Objekte der Kategorien A und B sind vollständig in der Liste enthalten, Objekte der Kategorie C fehlen zurzeit (Stand: 22. März 2024). Unter übrige Baudenkmäler sind geschützte Objekte zu finden, die im Bauinventar des Kantons Bern als «schützenswert» verzeichnet sind.

## Kulturgüter
| Foto |                                                                              | Objekt                                             | Kat. | Typ | Standort                                                          | Beschreibung |
| ---- | ---------------------------------------------------------------------------- | -------------------------------------------------- | ---- | --- | ----------------------------------------------------------------- | --- |
| ja   | Datei hochladen · Wikidata zu Schloss- und Institutsbauten Hofwil (Q5876909) | Schloss- und Institutsbauten Hofwil KGS-Nr.: 10548 | A    | G   | Hofwilstrasse 38, 45, 51 601756 / 207806                          | Von 1784 bis 1786 im Auftrag von Gabriel Albrecht von Erlach erbautes Schloss zwischen Spätbarock und Frühklassizismus. Massivbau mit hohem Erdgeschoss, niedrigem Erdgeschoss und markanten Gesimsen. 1799 durch Philipp Emanuel von Fellenberg um Freitreppe und Peristyl ergänzt. Kleine Lukarnen, Kamine, Firstvasen und ein Dachreiter beleben das geknickte Walmdach. In den Jahren 1817 bis 1821 als Wissenschaftl. Erziehungs- und Bildungsanstalt erbaut, seit 1884 als Seminargebäude genutzt. Langer, dreigeschossiger, massiver Bau unter Walmdach im klassizistischen Stil mit einzelnen Elementen des Berner Spätbarocks. An den Längsseiten schwach vortretende Mittelrisalite mit Giebel, westseitig mit Balkon auf zwei Säulen über zweiarmiger Freitreppe für den Haupteingang. Im ersten Viertel des 19. Jahrhunderts angelegte, kreisförmige Badeanlage mit abgetreppter Bassineinfassung. An der Ostseite steht ein neogotisches Peristyl mit Spitzbogenarkade, die im gekrümmten Grundriss dem Beckenrand folgt. Jeweils die beiden letzten Bogenfelder sind mit einer Bretterverschalung zu Umkleidekabinen verschlossen, haben aber Fenster in Spitzbogenform. |
| ja   | Datei hochladen · Wikidata zu Ehemalige Johanniterkomturei (Q1698993)        | Ehemalige Johanniterkomturei KGS-Nr.: 01085        | B    | G   | Klosterweg 3, 5, 7, 12, 16, Oberdorfstrasse 8, 8b 600735 / 207843 | Um 1180 erbaute Kommende des Johanniterordens, nach dem Umbau von 1540 als Amthaus genutzt, heute Pfarrhaus. Verputzter Massivbau mit Walmdach und Koppelfenstern mit Gewänden aus Sandstein. Westseitig befindet sich eine zweiarmige Freitreppe unter Pultdach, das ans Dach des Anbaus von 1617 anschliesst. |
| ja   | Datei hochladen · Wikidata zu Reformierte Kirche (Q20901393)                 | Reformierte Kirche KGS-Nr.: 01086                  | B    | G   | Oberdorfstrasse 4 600799 / 207859                                 | 1180 erstmals erwähntes und in der zweiten Hälfte des 13. Jahrhunderts neu erbautes Kirchengebäude, mit mehreren Erweiterungen aus dem 16. bis 20. Jahrhundert. An das ältere saalförmige Kirchenschiff schliesst sich der weitgehend selbständige, breitere, höhere und längere Chor mit polygonalem Abschluss an. Im Innern dominieren der spitzte Triumphbogen sowie der kulturhistorisch bedeutende Glasmalerei-Zyklus aus der Zeit um 1280 bis 1295. |

## Übrige Baudenkmäler
Hinweis: Anstelle der KGS-Nummer wird als Objekt-Identifikator (ID) die Grundstücksnummer verwendet.
| ID        | Foto | | Objekt                                                       | Typ | Standort                                        | Beschreibung |
| --------- | ---- | --- | ------------------------------------------------------------ | --- | ----------------------------------------------- | --- |
| 1         | ja   | Datei hochladen · Wikidata zu Primarschulhaus (1827) (Q125098091)                                       | Primarschulhaus (1827)                                       | G   | Diemerswil, Dorfstrasse 26 599018 / 207385      | |
| 5         | ja   | Datei hochladen · Wikidata zu Ofen- und Waschhaus (1594/1620) (Q125456765)                              | Ofen- und Waschhaus (1594/1620)                              | G   | Oberdorfstrasse 8b 600716 / 207833              | |
| 6         | ja   | Datei hochladen · Wikidata zu Ehemaliges Küherhaus (1747) (Q125456983)                                  | Ehemaliges Küherhaus (1747)                                  | G   | Klosterweg 3 600781 / 207876                    | |
| 6         | ja   | Datei hochladen · Wikidata zu Ehemaliges Konventshaus der Johanniterkomturei (13./14. Jh.) (Q125456985) | Ehemaliges Konventshaus der Johanniterkomturei (13./14. Jh.) | G   | Klosterweg 5 600769 / 207866                    | |
| 6         | ja   | Datei hochladen · Wikidata zu Ehemaliges Zellenhaus der Johanniterkomturei (13./14. Jh.) (Q125456986)   | Ehemaliges Zellenhaus der Johanniterkomturei (13./14. Jh.)   | G   | Klosterweg 7 600753 / 207856                    | |
| 6         | ja   | Datei hochladen · Wikidata zu Sprachheilschule (1910) (Q125456987)                                      | Sprachheilschule (1910)                                      | G   | Klosterweg 12 600775 / 207900                   | |
| 6         | ja   | Datei hochladen · Wikidata zu Schloss Münchenbuchsee (Q1671152)                                         | Landvogteischloss (1600-1603)                                | G   | Klosterweg 16 600740 / 207884                   | Von 1600 bis 1603 als Sitz des bernischen Landvogtes erbautes Schlossgebäude im nachgotischen Stil. Verputzter Massivbau von hoher bauhistorischer Bedeutung mit steilem Viertelwalmdach und Gebäudekanten mit verzahnten Eckquadern. An der südseitigen Hoffassade steht ein Treppenturm mit spitzem, oktogonalem Dachhelm. Im Innern barocke Deckenmalerei. |
| 28        | ja   | Datei hochladen · Wikidata zu Primar- und Sekundarschule (1875/76) (Q125456988)                         | Primar- und Sekundarschule (1875/76)                         | G   | Oberdorfstrasse 22 600617 / 207754              | |
| 37        | ja   | Datei hochladen · Wikidata zu Ofenhaus/Speicher (Ende 18. Jh.) (Q125456990)                             | Ofenhaus/Speicher (Ende 18. Jh.)                             | G   | Diemerswil, Dorfstrasse 5 599141 / 207529       | |
| 96        | ja   | Datei hochladen · Wikidata zu Stöckli (um 1830) (Q125456991)                                            | Stöckli (um 1830)                                            | G   | Lindenweg 12 600103 / 207435                    | |
| 111       | ja   | Datei hochladen · Wikidata zu Villa mit Park (1912) (Q125456992)                                        | Villa mit Park (1912)                                        | G   | Kreuzgasse 7, 7c 601058 / 207521                | |
| 134       | ja   | Datei hochladen · Wikidata zu Bauernhaus (1848) (Q125456993)                                            | Bauernhaus (1848)                                            | G   | Diemerswil, Kohlholz 6 597625 / 208017          | |
| 198       | ja   | Datei hochladen · Wikidata zu Bauernhaus (18. Jh.) (Q125456994)                                         | Bauernhaus (18. Jh.)                                         | G   | Diemerswil, Schüpbergstrasse 20 599237 / 207705 | |
| 200       | ja   | Datei hochladen · Wikidata zu Feuerwehrmagazin (um 1900) (Q125456995)                                   | Feuerwehrmagazin (um 1900)                                   | G   | Klosterweg 1 600835 / 207852                    | |
| 208       | ja   | Datei hochladen · Wikidata zu Gasthof Diemerswil (1873) (Q125456996)                                    | Gasthof Diemerswil (1873)                                    | G   | Diemerswil, Dorfstrasse 1 599205 / 207574       | |
| 215       | ja   | Datei hochladen · Wikidata zu Stöckli (frühes 19. Jh.) (Q125456997)                                     | Stöckli (frühes 19. Jh.)                                     | G   | Diemerswil, Schüpbergstrasse 40 598774 / 207740 | |
| 216       | ja   | Datei hochladen · Wikidata zu Villa Carter-Kästli (um 1870) (Q125456999)                                | Villa Carter-Kästli (um 1870)                                | G   | Kreuzgasse 9 601087 / 207511                    | |
| 232       | ja   | Datei hochladen · Wikidata zu Bauernhaus (1801) (Q125457000)                                            | Bauernhaus (1801)                                            | G   | Diemerswil, Wydacker 8 598928 / 207508          | |
| 250; 2002 | ja   | Datei hochladen · Wikidata zu Bauernhaus (1906) (Q125457001)                                            | Bauernhaus (1906)                                            | G   | Kipfgasse 6, 6c 601035 / 207495                 | |
| 305       | ja   | Datei hochladen · Wikidata zu Villa Biccard (1890) (Q125457003)                                         | Villa Biccard (1890)                                         | G   | Bernstrasse 21 601057 / 207637                  | Heute Polizeiposten |
| 307       | ja   | Datei hochladen · Wikidata zu Werkstattgebäude (1805) (Q125457004)                                      | Werkstattgebäude (1805)                                      | G   | Hofwilstrasse 39 601775 / 207851                | |
| 343       | ja   | Datei hochladen · Wikidata zu Hotel Bären (1848) (Q125457005)                                           | Hotel Bären (1848)                                           | G   | Bernstrasse 3 600922 / 207825                   | |
| 431       | ja   | Datei hochladen · Wikidata zu Bauern- und Wohnhaus der Klinik Wyss (1890) (Q125457006)                  | Bauern- und Wohnhaus der Klinik Wyss (1890)                  | G   | Sonnenweg 16 600873 / 207442                    | |
| 520       | ja   | Datei hochladen · Wikidata zu Villa (1865) in Münchenbuchsee (Q125457007)                               | Villa (1865)                                                 | G   | Bernstrasse 12 600965 / 207704                  | |
| 546; 575  | ja   | Datei hochladen · Wikidata zu Wohn- und Geschäftshaus (1927/28) (Q125457008)                            | Wohn- und Geschäftshaus (1927/28)                            | G   | Oberdorfstrasse 1, 3 600891 / 207812            | |
| 546       | ja   | Datei hochladen · Wikidata zu Doppelgarage (1927/28) (Q125457009)                                       | Doppelgarage (1927/28)                                       | G   | Oberdorfstrasse 3a 600880 / 207786              | |
| 558       | ja   | Datei hochladen · Wikidata zu Ehemaliges Bauernhaus (1770/71) (Q125457010)                              | Ehemaliges Bauernhaus (1770/71)                              | G   | Fellenbergstrasse 21, 21b 600936 / 207504       | |
| 573       | ja   | Datei hochladen · Wikidata zu Villa (vor 1880) (Q125457011)                                             | Villa (vor 1880)                                             | G   | Bahnhofstrasse 6 601025 / 207768                | |
| 589       | ja   | Datei hochladen · Wikidata zu Hotel Löwen (1882) (Q125457012)                                           | Hotel Löwen (1882)                                           | G   | Bernstrasse 22 601034 / 207614                  | |
| 620       | ja   | Datei hochladen · Wikidata zu Wohn- und Firmensitz des Baugeschäfts Kästli (1867) (Q125457013)          | Wohn- und Firmensitz des Baugeschäfts Kästli (1867)          | G   | Bahnhofstrasse 10 601083 / 207744               | |
| 700       | ja   | Datei hochladen · Wikidata zu Villa (1897) in Münchenbuchsee (Q125457014)                               | Villa (1897)                                                 | G   | Bernstrasse 19 601036 / 207666                  | |
| 764       | ja   | Datei hochladen · Wikidata zu Wohnhaus (um 1870) (Q125457015)                                           | Wohnhaus (um 1870)                                           | G   | Bahngässli 7 600971 / 207881                    | |
| 1501      | ja   | Datei hochladen · Wikidata zu Ehemaliges Lehrerhaus (1819) (Q125457016)                                 | Ehemaliges Lehrerhaus (1819)                                 | G   | Hofwilstrasse 20 601477 / 207918                | |
| 1728      | ja   | Datei hochladen · Wikidata zu Ehemaliges Gasthaus Alte Schaal (1784) (Q125457017)                       | Ehemaliges Gasthaus Alte Schaal (1784)                       | G   | Mühlestrasse 39 601263 / 208084                 | |
| 2188      | ja   | Datei hochladen · Wikidata zu Unteres Schulhaus (1846) (Q125457018)                                     | Unteres Schulhaus (1846)                                     | G   | Oberdorfstrasse 2 600800 / 207812               | |
| 2194      | ja   | Datei hochladen · Wikidata zu Ehemaliges Stöckli (Mitte 19. Jh.) (Q125457019)                           | Ehemaliges Stöckli (Mitte 19. Jh.)                           | G   | Oberdorfstrasse 21 600702 / 207747              | |
| 2291      | ja   | Datei hochladen · Wikidata zu Bahnhof Münchenbuchsee (Q31453515)                                        | Stationsgebäude mit Güterschuppen (1863/64)                  | G   | Bahnhofstrasse 3, 3b 601010 / 207812            | |
| 2458      | ja   | Datei hochladen · Wikidata zu Büro-, Gewerbe- und Lagerhaus (1991) (Q125457020)                         | Büro-, Gewerbe- und Lagerhaus (1991)                         | G   | Industriestrasse 1 601983 / 205816              | |
| 2487      | ja   | Datei hochladen · Wikidata zu Bauernhaus und Schulgebäude (1800) (Q125457022)                           | Bauernhaus und Schulgebäude (1800)                           | G   | Hofwilstrasse 31 601684 / 207868                | |
| 2587      | ja   | Datei hochladen · Wikidata zu Haus für Fecht-, Tanz- und Musikunterricht (1818) (Q125457023)            | Haus für Fecht-, Tanz- und Musikunterricht (1818)            | G   | Hofwilstrasse 42 601792 / 207735                | |
| 2667      | ja   | Datei hochladen · Wikidata zu Villa (1896) (Q125457024)                                                 | Villa (1896)                                                 | G   | Schlösslistrasse 18 601864 / 205519             | |
| 2729      | BW   | Datei hochladen · Wikidata zu Pavillon über Grabstätte (Mitte 19. Jh.) (Q125457025)                     | Pavillon über Grabstätte (Mitte 19. Jh.)                     | G   | Hofwilstrasse N.N.3 601746 / 207581             | |
| 2732      | BW   | Datei hochladen · Wikidata zu Ehemalige Realschule (um 1820) (Q125457026)                               | Ehemalige Realschule (um 1820)                               | G   | Hofwilstrasse 36 601698 / 207782                | |
| 2805      | ja   | Datei hochladen · Wikidata zu Stöckli (1808) (Q125457027)                                               | Stöckli (1808)                                               | G   | Unterfeldweg 2a 601068 / 207372                 | |
| 2867      | ja   | Datei hochladen · Wikidata zu Stöckli (um 1870) (Q125457028)                                            | Stöckli (um 1870)                                            | G   | Kipfgasse 7 601057 / 207446                     | |